# メタルウィング
『メタルウィング』（原題：Into the Sun）は、1992年のアメリカ映画。日本では劇場未公開のビデオ映画。

## ストーリー
シチリア島の米空軍基地にて、空軍もののアクション映画の撮影が行われることになり、主演俳優のトムが勉強のために基地を訪れ、「ショットガン」の異名を持つ名パイロットのワトキンスが世話をすることになった。

## スタッフ
- 監督：フリッツ・カーシュ
- 製作：ケヴィン・M・カルバーグ、オリヴァー・G・ヘス
- 製作総指揮：マーク・アミン
- 原案・脚本：ジョン・ブランカトー、マイケル・フェリス
- 撮影：スティーヴ・グラス
- 音楽：ランディ・ミラー
- 編集：バリー・ゼットリン

## キャスト
| 役名                               | 俳優                         | 日本語吹替                    |
| 役名                               | 俳優                         | テレビ朝日版                  |
| ---------------------------------- | ---------------------------- | ----------------------------- |
| ポール”ショットガン”ワトキンズ大尉 | マイケル・パレ               | 大塚芳忠                      |
| トム・スレイド                     | アンソニー・マイケル・ホール | 堀内賢雄                      |
| グッド少佐                         | デボラ・ムーア               | 折笠愛                        |
| ミッチェル・バートン               | テリー・カイザー             | 池田勝                        |
| デカルロ大尉                       | ブライアン・ヘイリー         | 長嶝高士                      |
| ウルフ大尉                         | マイケル・セント・ジェラード | 飛田展男                      |
| ドラゴン                           | リンデン・アシュビー         | 伊藤和晃                      |
| レイノルズ中佐                     | ハンター・ヴォン・リール     | 西村知道                      |
| 司令官                             | ジャック・ヘラー             |                               |
| ヨセフ                             | テッド・デイヴィス           |                               |
|                                    |                              |                               |
| 翻訳                               |                              | 武満眞樹                      |
| 演出                               |                              | 水本完                        |
| 調整                               |                              | 遠西勝三                      |
| 効果                               |                              | 南部満治                      |
| 制作                               |                              | ザック・プロモーション        |
| 初回放送                           |                              | 1995年7月9日 『日曜洋画劇場』 |